# Te Wāhipounamu
Te Wāhipounamu est un site du patrimoine mondial de l'Unesco situé dans le Sud-Ouest de l'île du Sud de la Nouvelle-Zélande. Te Wāhipounamu est une expression māori signifiant « Lieu du pounamu » qui est un minéral de couleur verte que l'on ne rencontre qu'en Nouvelle-Zélande et en Australie.

## Géographie

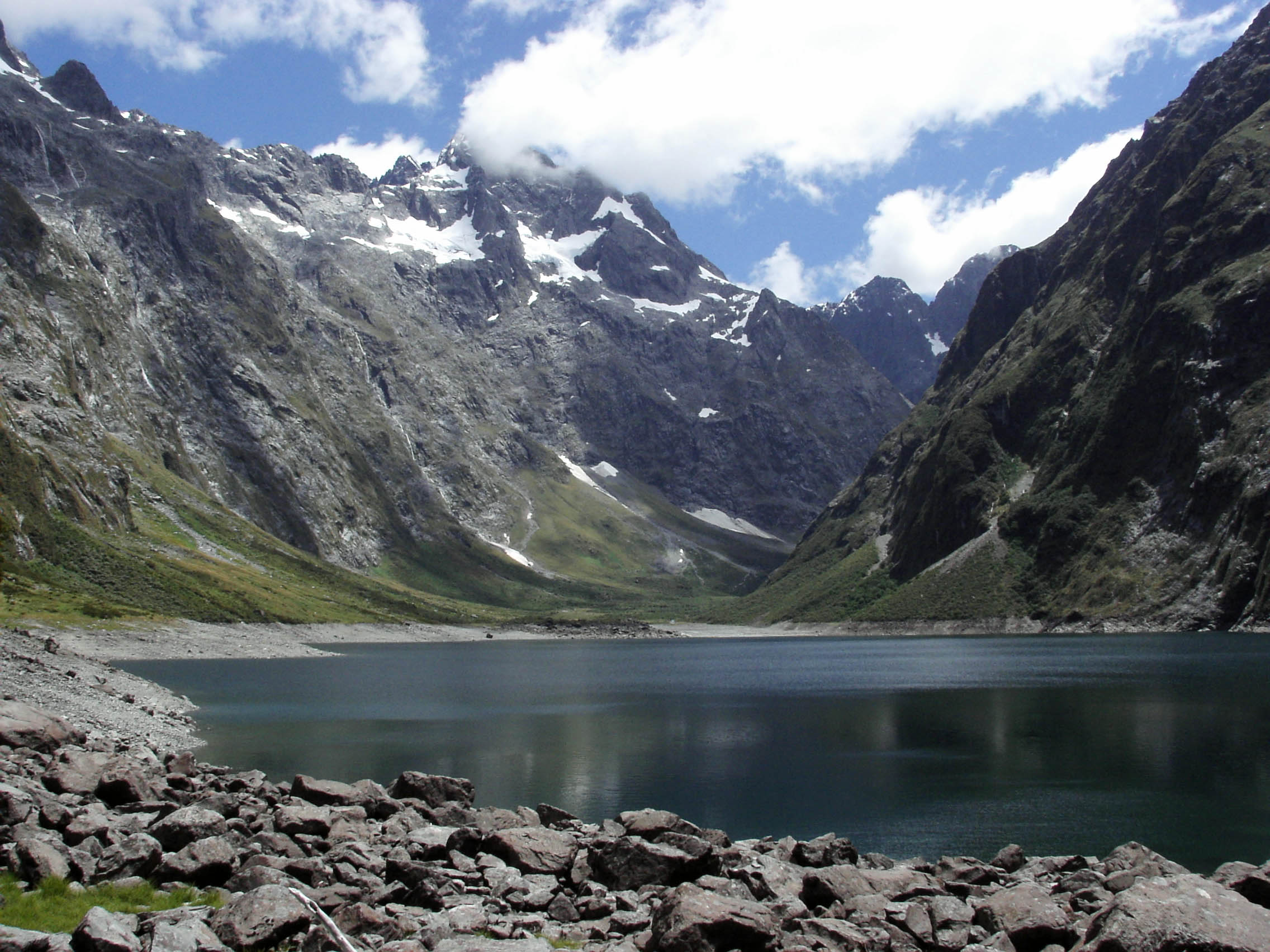
Le lac Marian dans le parc national de Fiordland.

### Topographie
Couvrant 26 000 km2, Te Wāhipounamu est formé des parcs nationaux de Aoraki/Mount Cook, Fiordland, Mount Aspiring et Westland Tai Poutini.
Ces parcs nationaux couvrent une bonne partie des Alpes du Sud y compris les zones côtières. Ces paysages comprennent donc des montagnes atteignant 3 754 mètres d'altitude au mont Cook, le point culminant de la Nouvelle-Zélande, des alpages, des forêts pluviales primaires (en), des lacs, des fjords, des falaises, des torrents, des cascades, des vallées glaciaires, des îles, etc.
Peu peuplé, le site contient un des lieux les plus visités de Nouvelle-Zélande : le Milford Sound.

### Faune et flore
Les forêts pluviales primaires (en) formée de hêtres méridionaux et de podocarpes couvrent les deux tiers du site et sont peuplées entre autres de kéas, le seul perroquet de montagne au monde, et de takahés, oiseau coureur menacé d'extinction.
Et en tant que tels, la flore et la faune de la région sont la meilleure représentation moderne au monde de l'ancien biote du Gondwana.